# Kirkcudbright Bay

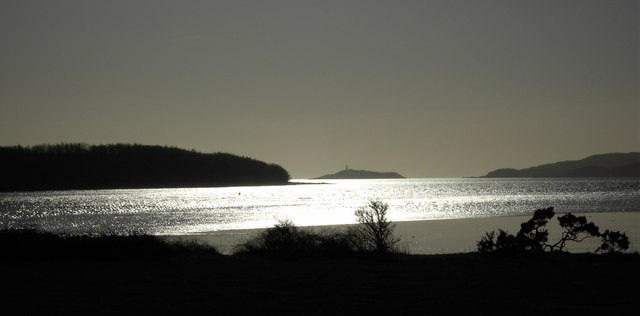
Südteil der Bucht mit Little Ross (Mitte) und Meikle Ross (rechts)

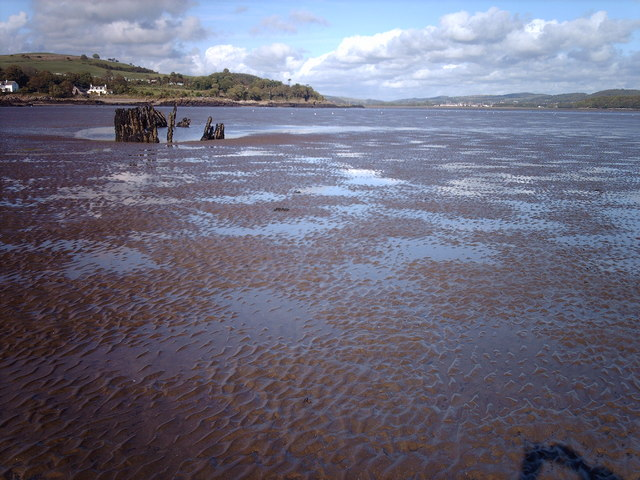
Nordteil mit Blick auf Kirkcudbright

Die Kirkcudbright Bay ist eine Bucht in Dumfries and Galloway im Südwesten Schottlands. Sie erstreckt sich in nord-südlicher Richtung über eine Länge von etwa 10 Kilometern, die Breite beträgt bis zu drei Kilometer.
Insbesondere im nördlichen, landwärtigen Teil finden sich ausgedehnte Wattflächen. Hier ragt auch die Halbinsel St Mary´s Isle in die Kirkcudbright Bay und trennt die Bucht Manxman´s Lake im Osten vom Hauptarm mit der Mündung des Dee und der Ortschaft Kirkcudbright im Westen. Im Süden markieren die Halbinsel Meikle Ross mitsamt der vorgelagerten Insel Little Ross den Übergang zum Solway Firth.